# 37ª Divisione fanteria "Modena"
La 37ª Divisione fanteria "Modena" fu una grande unità del Regio Esercito, operativa durante la seconda guerra mondiale. 
Era in particolare una divisione di fanteria da montagna, che si distingueva dalle analoghe unità di fanteria ordinarie per la trazione del Reggimento di artiglieria divisionale, che risultava composto da due gruppi someggiati e di uno carrellato, invece che di due ippotrainati ed uno someggiato e per l'utilizzo di salmerie invece che del classico carreggio. 
Con il progredire della guerra e la progressiva motorizzazione di una parte considerevole delle artiglierie divisionali, le divisioni da montagna divennero sostanzialmente indistinguibili dalle normali divisioni di fanteria, e la denominazione specifica andò progressivamente in disuso.

## Storia

### Invasione italiana della Francia
Il 10 giugno 1940 la divisione Modena venne inviata a Sanremo come parte del XV Corpo d'Armata (Gruppo Armate Occidentali), a presidiare un tratto del confine dal Monte Grammondo verso nord. La divisione oltrepassò il confine il 21 giugno seguente fra la Cima di Anan e il monte Aine a est di Breil-sur-Roya, puntando al passo fortificato del Col de Brouis e al passo Col du Perus. il 26 giugno la divisione Modena fu richiamata a Belluno

### Campagna di Grecia
Dopo l'invasione della Francia, la divisione venne dispiegata in Albania all'interno del XXV Corpo d'Armata. Venne riunita nella base operativa di Derviçian, a sud di Argirocastro, assieme alla 47ª Divisione fanteria "Bari", sul fianco destro della 23ª Divisione fanteria "Ferrara". Il 3 dicembre 1940 rilevò la divisione Ferrara, in quel momento in difficoltà. La Modena riuscì a respingere l'assalto iniziale delle truppe greche sul monte Maja e Buzë Derrit fino al 6 Dicembre. Tuttavia i greci il 12 dicembre spostarono l'attacco verso il settore Progonat-Golëm, riuscendo velocemente a rompere le linee italiane. Vennero immediatamente dispiegate le riserve e la Modena riuscì a riconquistare le posizioni iniziali nel corso della notte. Fu tuttavia inutile, poiché i greci conquistarono nuovamente le posizioni italiane sul passo Golëm il giorno seguente, avanzando di 10 chilometri verso il monte Mali i Pleshevices, che a malapena contenne l'attacco. Allo stesso tempo, la perdita del Maja e Buzë Derrit da parte della Modena indebolì ciò che rimaneva della 23ª Ferrara, costringendola ad effettuare numerosi contro attacchi. Il 19 dicembre la Modena fissò una testa di ponte fra i villaggi di Gusmar e Lekdush nella municipalità di Kurvelesh, riuscendo a fermare l'avanzata greca. La posizione della Modena fu rinforzata il 10 gennaio 1941 a nord dal 232º reggimento della 11ª Divisione fanteria "Brennero" e più tardi, durante la difesa di Tepelenë, dal 18º reggimento della 33ª Divisione fanteria "Acqui".
Nei due mesi successivi, la Modena si rese conto di mantenere la posizione su un terreno quasi impenetrabile, che se da un lato semplificava la difesa, dall'altro causava difficoltà nei rifornimenti, con numerosi materiali che dovevano essere paracadutati per via aerea. Il 9 e 10 marzo 1941 la Modena effettuò un attacco diversivo vicino a Progonat per isolare un'unità greca e impedire che alcuni rinforzi raggiungessero Kolonjë (nella Prefettura di Argirocastro), dove le unità italiane aveva sferrato l'attacco principale. Il 13 e 14 aprile, a seguito del collasso della resistenza greca, la divisione Modena venne avanzata verso Golëm e Mali i Thate, nel distretto di Tepelenë.

### Occupazione della Grecia
Dopo la resa della Grecia, la 37ª Modena venne utilizzata come forza d'occupazione nell'Epiro, da Giannina fino a Prevesa. Tra i suoi compiti vi era la difesa della pista d'atterraggio di Prevesa. In seguito all'Armistizio di Cassibile dell'8 settembre 1943, la Divisione Modena venne disintegrata in circostanze non chiare, e venne ufficialmente disciolta il 21 settembre 1943

## Ordine di battaglia: 1940
- 41º Reggimento fanteria "Modena"
- 42º Reggimento fanteria "Modena"
- 341º Reggimento fanteria "Modena"

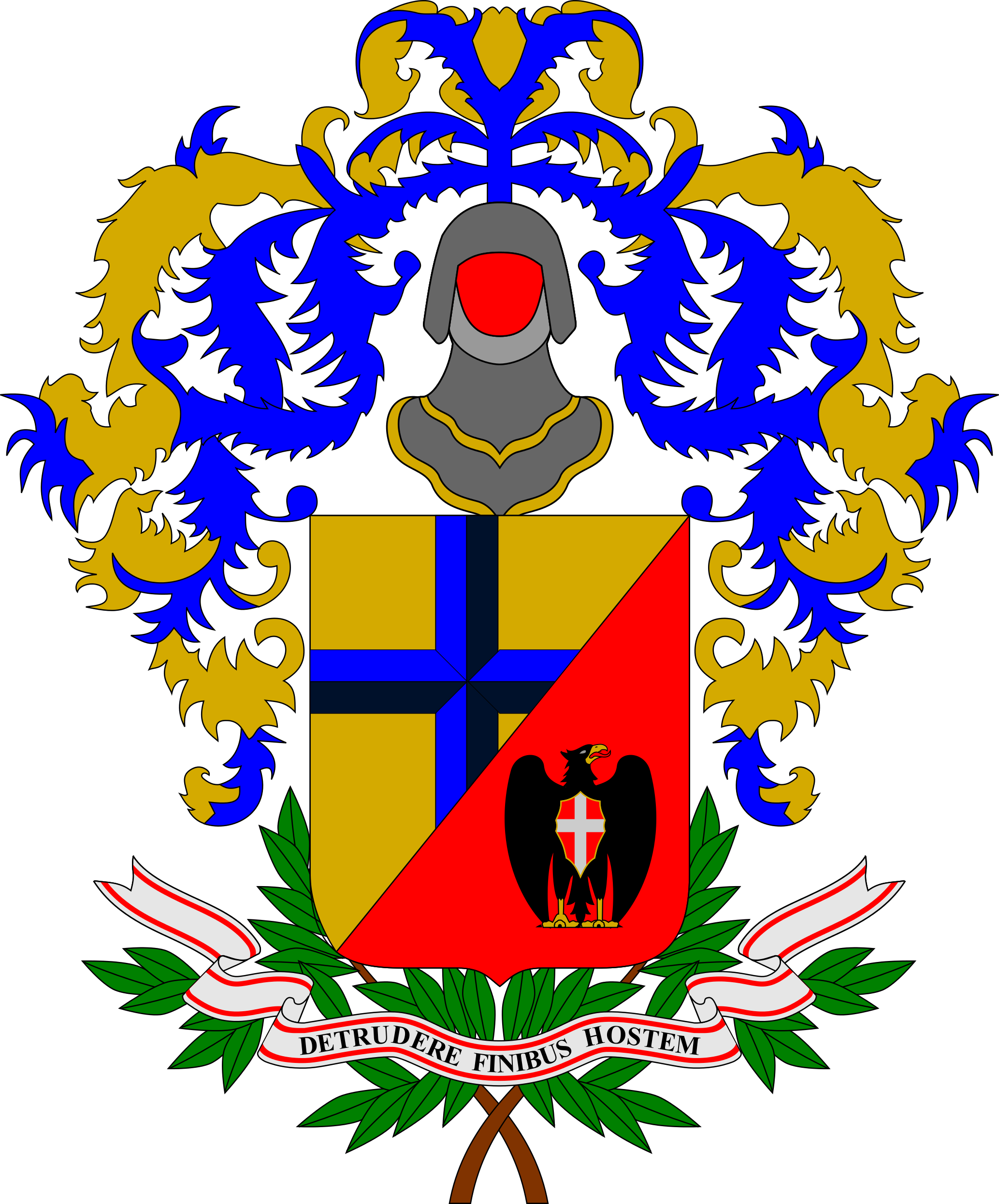
Stemma araldico del 42° Rgt.fanteria "Modena", 1939

- 36ª Legione CC.NN. d'assalto "Cristoforo Colombo" (dal 1941)
  - XXXVI Battaglione CC.NN. d'assalto "Genova"
  - 36ª Compagnia CC.NN. mitraglieri
- 29º Reggimento artiglieria "Cosseria"
- XXXVII Battaglione mortai da 81
- 37ª Compagnia cannoni controcarri da 47/32
- 19ª Compagnia genio artieri
- 37ª Compagnia mista telegrafisti/marconisti
- 76ª Compagnia mista telegrafisti/marconisti
- 48ª Sezione sanità
- 10ª Sezione panettieri
- 15ª Sezione CC.RR.

## Ordine di battaglia: 1943
- Comando della fanteria divisionale (Gen. B. Ettore Carossini dal 1º giugno 1943)
- 41º Reggimento fanteria "Modena"
- 42º Reggimento fanteria "Modena"
- 341º Reggimento fanteria "Modena"
- 29º Reggimento artiglieria "Cosseria"
- XXXVII Battaglione mortai da 81
- 37ª Compagnia cannoni controcarri da 47/32
- 37ª Compagnia mista telegrafisti/marconisti
- 37ª Sezione fotoelettricisti
- V Battaglione CC.RR.
- un battaglione/12º Reggimento fanteria "Casale"
- CX Battaglione mitraglieri di C.d'A.
- 286ª Compagnia/Battaglione alpini "Val Pescara"/6ª Divisione alpina "Alpi Graie"
- DXVIII Battaglione territoriale
- Gruppo CC.NN. "Etna"
- XXXVI Battaglione CC.NN. "Cristoforo Colombo"
- CXVI Gruppo artiglieria di C.d'A.
- CLIV Gruppo artiglieria di C.d'A.
- XXXII Gruppo artiglieria di C.d'A.
- 1ª Compagnia/VIII Battaglione Regia Guardia di Finanza
- 2ª Compagnia/VIII Battaglione Regia Guardia di Finanza

## Comandanti (1939-1943)
- Gen. D. Carlo Rossi (25 marzo 1939 - 9 giugno 1940)
- Gen. D. Alessandro Gloria (10 giugno 1940 - 29 novembre 1940, ferito e ricoverato)
- Col. Francesco Sclavo (capo di s. m. della divisione) (interinale 30 novembre - 15 dicembre 1940)
- Gen. B. Luigi Trionfi (interinale dal 16 dicembre sino al 30 dicembre 1940, destituito)
- Gen. B. Giovanni Magli (interinale sino al 15 gennaio, proveniente dalla div. cr. Centauro)
- Gen. D. Alessandro Gloria (16 gennaio - 25 agosto 1941)
- Gen. D. Mario Guassardo (26 agosto 1941 - 14 novembre 1942)
- Gen. D. Italo Caracciolo (15 novembre 1942 - 7 giugno 1943)
- Gen. B. Erberto Papini (8 giugno - 9 settembre 1943)